# Советская школа монтажа
Советская школа монтажа (также советский авангард) — направление кинематографии и теории кино, сложившееся в Советском Союзе во второй половине 20-х годов XX века, с момента создания государственной киностудии «Совкино» в 1925 году, и существовавшее до 1933 года, когда советские власти постепенно ввели эстетику соцреализма.
Основоположники школы монтажа (сосредоточенные в основном вокруг таких групп, как Пролеткульт или Левый фронт искусств) зачастую были активными теоретиками кино или вообще искусства. Несмотря на некоторые расхождения во взглядах, всеобщей их установкой было выделение роли монтажа, который они считали основой кинематографии и выразительным средством наиболее всего влияющим на эмоции зрителя. Как теоретики-практики они пришли к такому заключению, делая выводы из своих собственных фильмов, многочисленных экспериментов (например, эффект Кулешова), а также аналитических исследований над кино, театром и литературой, доходя вплоть до американской и даже японской культуры.
Несмотря на явно пропагандистскую тематику большинства фильмов советской школы монтажа, это движение с формальной точки зрения относится к авангарду. Его последователи были оценены за новаторство и художественные поиски. Идеи и эстетика фильмов школы монтажа зиждились на футуризме и конструктивизме, французском кино-импрессионизме, немецком кино-экспрессионизме, а также импрессионизме в живописи. В количественном отношении это направление не было доминирующей тенденцией советского кино, однако оно оказало заметное влияние на кинематограф Европы.
К основным представителям школы монтажа относятся Лев Кулешов, Всеволод Пудовкин, Сергей Эйзенштейн, Дзига Вертов, Григорий Козинцев, Леонид Трауберг, Александр Довженко. К наиболее известным фильмам этого направления можно причислить трилогию Эйзенштейна «Стачка», «Броненосец „Потемкин“» и «Октябрь»; «Земля» Довженко, «Мать» Пудовкина, «Человек с киноаппаратом» Вертова.

## История

### Генезис
После февральской и октябрьской революции правительство СССР не могло позволить себе финансово более масштабное производство фильмов. Правительство не имело достаточно сильной позиции, чтобы провести национализацию всей киноиндустрии. Одной из причин такого положения вещей была раздробленность отрасли — производство, распределение кино находились в руках множества небольших предприятий, которые к тому же не объединялись в тресты, связанные с банковским капиталом. Модель функционирования кинематографии должна была быть разработана практически с нуля. Советские власти пытались, несмотря на это, национализировать кинопромышленность, оставив, однако, руководящие должности в частных руках.
Постепенным усилением контроля над кинематографией занялся новосозданный Народный комиссариат просвещения (Наркомпрос), во главе которого стояли, в частности, Надежда Крупская и Анатолий Луначарский. Луначарский был в восторге от кино и являлся автором сценария нескольких фильмов (например, короткометражная агитка 1918 года «Уплотнение»). Открытое отношение Луначарского к кино позже стало одним из факторов благоприятствующих молодым художникам школы монтажа. В 1918 году при Наркомпросе появилось два режиссера, которые будут иметь значительное влияние на советское кино в двадцатых годах: Лев Кулешов, снявший до октябрьской революции для производственной компании Александра Ханжонкова фильм «Проект инженера Прайта», а также Дзига Вертов, который тогда занимался кинохроникой.

#### Национализация кинематографа и создание ВГИК
Главной болью советских кинематографистов в годы 1918—1922 годы было хроническое отсутствие камер и кинопленки, которые не производились в России. Во время военного коммунизма частные предприниматели стремились подорвать влияние советских властей на кино и с этой целью распродавали на запад кинооборудование, ликвидировали ателье, закапывали или уничтожали пленку, переходили на территории занятые белыми под предлогом «пленэрных фотосессий». Эти действия часто проходили при поддержке (открытой или тайной) членов ассоциации работников кинематографии «X Muza». В результате таких действий в 1919 году российская кинематография была близка к полному уничтожению — в Москве, например, действовал только один кинотеатр, а петербургские кинотеатры не имели ни одного фильма, которые могли бы показать зрителям. Юридическая борьба местных советских властей с этой практикой не давала никаких результатов, что доказал пример распоряжения московского совета о запрете продажи пленки и кинооборудования . В мае 1918 года занимающийся распространением иностранных фильмов в России Жак Роберто Чибрарио (итал. Jacques Roberto Cibrario) получил от советского правительства кредит на миллион долларов на покупку кинооборудования в США. Купив несколько изношенных камер и немного кинопленки, он скрылся с остальными деньгами, что было большим ударом для финансов большевиков. Национальное кинопроизводство сохранялась на низком уровне — в 1918 году было выпущено всего 6 фильмов, а годом позже — 63, что все равно было немного, так как большинство из них составляли короткометражные пропагандистские агитки.
Прорыв произошел только 27 августа 1919 года, когда Владимир Ленин подписал декрет о национализации кинодела, акцентируя при этом роль Наркомпроса. Документ четко указывал: «Вся фотографическая и кинематографическая торговля и промышленность, как в отношении своей организации, так и для снабжения и распределения относящихся сюда технических средств и материалов, передается на всей территории Р. С. Ф. С. Р. в ведение Народного комиссариата по просвещению». В первую очередь в национализированном кинематографе, несмотря на сложности, вызванные нехваткой материалов и оборудования, появились кинохроники — они были необходимы советской власти с точки зрения пропаганды, чтобы ввести свою продукцию вместо капиталистических хроник Pathé, Gaumont или Ханжонкова. Среди операторов кинохроник оказались, в частности, Эдуард Тиссе (позже оператор Эйзенштейна) и Дзига Вертов. Среди короткометражных агиток, произведенных в то время в СССР, исследователь кино Ежи Тёплиц отметил, помимо уже упомянутого «Уплотнения», фильм, «На фронт!» по сценарию Маяковского, который рассказывает о боях с Войском Польским на Украине, а также, на подобную тему, «Да здравствует рабоче-крестьянская Польша!» режиссера Чеслава Сабинского. С художественной точки зрения эти агитки были изготовлены небрежно, а их главной целью было политическое воздействие на зрителя.
В 1919 году при Наркомпросе была создана первая в мире Государственная школа кинематографии, будущий ВГИК. Там в 1920 году Лев Кулешов организовал собственную мастерскую, в которой учились впоследствии признанные режиссеры и актеры (в частности, Всеволод Пудовкин и Борис Барнет). Обучаясь в сложных условиях, при дефиците кинопленки, ставили сценические этюды, имитируя работу на съемочной площадке, своего рода «фильмы без пленки». При этом использовали такие методы, как, например, занавески с прямоугольным отверстием, которые должны были имитировать различные планы. Тогда же, раздобыв немного кинопленки, Кулешов провел несколько экспериментов, показывающих, что при реакция зрителя зависит не столько от содержания отдельных кадров, а скорее от их сочетания, взаимодействия — этот опыт впоследствии стали называть «эффектом Кулешова». Это открытие повлияло на советскую теорию монтажа. В этот период первые монтажные эксперименты проводил также Дзига Вертов. Первым полнометражным художественным фильмом на советскую тематику стал «Серп и молот», снятый в 1921 году режиссёром Владимиром Гардиным и оператором Эдуардом Тиссэ с участием учеников киношколы.

#### Введение НЭПа
Начиная с 1921 года, в эпоху НЭПа, в СССР были восстановлены некоторые элементы свободной рыночной экономики. Это использовали владельцы производственных компаний, которые ранее бежали от огосударствления. Благодаря им опять появилась кинопленка. В это время Ленин, вероятно, произносил приписываемые ему Луначарским слова «кино — это важнейшее из искусств», что могло относиться к пропагандистским и образовательным возможностям этого медиа среди (в большинстве необразованного) населения России. В 1922 году было основано государственное предприятие Госкино, стремящееся к получению монополии на распространение фильмов. Но попытка не удалась, поскольку на рынке уже существовало несколько достаточно сильных компаний, способных соревноваться с Госкино. Доминирование частных компаний вызвало поток фильмов из Америки и Западной Европы в советские кинотеатры, что встревожило советские власти. По данным статистических исследований, проведенных в 1923 году, 99 % фильмов, показываемых в советских кинотеатрах, происходило извне России (со времени Рапалльского договора, в основном, из Германии и США). Кроме легального импорта функционировал черный рынок контрабанды фильмов, особенно через границу с Турцией и Азербайджаном. Госкино углубило кризис государственной советской кинематографии, что привело, в частности, к созданию акционерного общества Русфильм, 40 % акций которой были приобретены частными акционерами, как из страны, так и из-за рубежа. Несмотря на это, национальное производство понемногу увеличивалось. В 1923 году в кинотеатрах появился первый советский фильм, который пользовался успехом родной публики — «Красные дьяволята» режиссера Ивана Перестиани.
В это время в России появилось молодое поколение кинематографистов. Кроме перечисленных уже Кулешова и Вертова, фильмом начали заниматься: Всеволод Пудовкин, который в 1919 году бросает обучение химии и присоединяется к студии Кулешова, Сергей Эйзенштейн, работающий с Всеволодом Мейерхольдом в театре Пролеткульта, Григорий Козинцев и Леонид Трауберг, которые вместе с Сергеем Ютеквичем основали в 1921 году художественную группу ФЭКС («Фабрика Эксцентричного Актера»), а также украинский режиссер Александр Довженко, дебюты которого «Ягодка любви» (1926) и «Сумка дипкурьера» (1927) были выпущены сравнительно поздно в сравнении с другими представителями советского авангарда. В 1922 году в Госкино начала работать Эсфирь Шуб, перемонтирующая зарубежные фильмы импортированные в СССР, благодаря ей Эйзенштейн изучил основы монтажа во время совместного цензурирования фильма «Доктор Мабузе, игрок».
В 1922—1924 года советские власти стремились провести реформу отечественного кинематографа. Ленин прислал в Наркомпрос директивы, в которых требовал, чтобы все находящиеся в обращении фильмы были официально зарегистрированы, а кроме развлекательного репертуара должны показываться пропагандистские ролики под названием «Со всех стран мира», представляющие в том числе берлинскую бедность или британский империализм. Во время XII съезда ВКП(б) было принято постановление о пропаганде, печати и агитации — один из ее пунктов было посвящен кинематографии, постулирующий более жесткий контроль партии над этой сферой экономической деятельности, вытеснение «буржуазного влияния», а также обеспечить соответствующий пропагандистский и идеологический уровень. Результатом этих стремлений были правовые действия, направленные на централизацию советской кинематографии и увенчавшиеся назначением центральной кинокомпании Совкино декретом Совета Народных Комиссаров РСФСР от 13 июня 1924 года.
1924 год стал переломным, поскольку в кинотеатры впервые вышел фильм, снятый режиссерами из мастерской Льва Кулешова — стилизованная под американскую комедия «Необычайные приключения мистера Веста в стране большевиков». Также премьера состоялась у группы ФЭКС — эксцентрическая комедия-шарж «Похождения Октябрины» (на сегодня считается утерянной).

### Расцвет
Собственные фильмы школы монтажа появились на экранах советских кинотеатров только в 1925 году. Существующие тогда на рынке частные производственные компании обязаны были поддержать Совкино финансово. Основными инвесторами Совкино были компании: финансируемая немецкими коммунистами Межрабпом-Русь (позже переименована в Межрабпомфильм), производящий военные агитки Госвоенфильм, Культкино, специализирующаяся на образовательных фильмах (здесь работал Дзига Вертов) и Севзапкино (будущий Ленфильм), выпускающие фильмы Козинцева и Трауберга. Вторая половина двадцатых годов — период все более динамичного развития советского кино. Об этом хорошо свидетельствует количество кинотеатров на территории СССР, возросшее с 3700 в 1925 г. до 22 000 в 1930 году. С точки зрения репертуара в 1925—1928 годах общее количество фильмов СССР, показанных в кинотеатрах, увеличилось с 20 % до 67 %.

#### Художественное направление
Госкино продолжало функционировать, хотя и в небольших масштабах. Сергей Эйзенштейн в сотрудничестве с Госкино и Пролеткультом поставил свой первый полнометражный фильм — «Стачка», а позже свою наиболее известную работу — «Броненосец „Потемкин“», который имел огромный успех как за рубежом (особенно в Германии), так и на внутреннем рынке.
Основными целями, поставленные перед Совкино были: повышение доступности фильмов на территории СССР, а также организация собственной кинопромышленности для экспорта. Первая цель была связана с «кинофикацией» менее богатых районов страны. В период между 1917 и 1925 годами значительно сократилось число кинотеатров, в том числе из-за отсутствия фильмов, оборудования для проецирования и отопления кинозалов. Совкино взяло на себя задачу открытия новых кинотеатров в городах и отправки более 1000 мобильных кинотеатров в сельскую местность. Однако для того, чтобы привлечь на эти цели средства, необходимо было создавать доход, поскольку правительство отрезал их от всяческих субсидий. Поставил также четкое условие не импортировать заграничные фильмов, которые были «идеологически вредны». В результате Совкино организовало советскую кинопромышленность для производство и экспорт фильмов. Первым большим успехом был «Броненосец „Потемкин“» Эйзенштейна в 1925 году, а менее чем через год — «Мать» Пудовкина. Благодаря полученным средствам Совкино могло приобрести западное производственное и проекционное оборудование. Другие производители последовали этому примеру, создавая фильмы, основанные на динамичном монтаже и контрастных кадрах. В 1927—1928 годах, в десятую годовщину октябрьской революции, появилось много художественных фильмов, описывающих ее события — к числу наиболее важных относятся «Октябрь» Эйзенштейна, «Конец Санкт-Петербурга» Пудовкина, «Москва в Октябре» Барнета, «С. В. Д.» Козинцева и Трауберга.
В 1925 году группа Кулешова переживала серьезный кризис, вызванный провалом фильма «Луч смерти», как среди критиков, так и зрителей — многие из его сотрудников перешло в студию Межрабпом-Русь (в частности, Всеволод Пудовкин и Борис Барнет). В студии Межрабпом-Русь работало много режиссеров и актеров, связанных с Московским Художественным Академическим Театром. Они уделяли меньше внимания формальным экспериментам, а больше кинодраматургии и создании достоверных героев — монтаж должен был служить ритмизации рассказываемой истории. К двадцатой годовщине революции 1905 года Пудовкин создал в студии фильм «Мама» — он имел кассовый успех и в стране, и за рубежом. Позже Пудовкин снял для Межрабпом-Русь еще две значительные ленты: «Конец Санкт Петербурга» (1927) и «Потомок Чингисхана» (1928).
В свою очередь, в студии Севзапкино Козинцев и Трауберг делали на фоне своих коллег по цеху довольно радикально. В своей мастерской ФЭКС обучали добровольцев, которые приезжали к ним со всей России, чтобы принять участие в сложных актерских тренингах, основанных на строгой дисциплине, изнурительных физических упражнениях и духе бунта против старого искусства. Как вспоминает Козинцев, в Севзапкино снимали в основном «дореволюционные фильмы на революционные темы», что было признаком того, как сильно тогдашняя советская кинематография была пронизана старыми кадрами и предвоенными производственными практиками . Тем не менее команде ФЭКС разрешили создать свой первый фильм. «Похождения Октябрины» были своего рода пропагандистским бурлеском, в котором «акула капитализма» Кулидж Курзонович Пуанкаре замыслил заговор против революции вместе с местным предпринимателем — против него стала комсомолка Октябрина, ездящая по городу на мотоцикле с закрепленным телефоном, пишущей машинкой и гидрантом. Фильм полон был акробатики и формальных изысков: в финале Пуанкаре от отчаяния превратился в футбольный мяч, который Октябрина пинала в ворота капиталистов.
На волне открытости студий на различные художественные эксперименты, возможность создания своих фильмов получил Александр Довженко, художник по профессии. В фильмах «Звенигора» (1928), «Арсенал» (1929) и «Земля» (1930) он создает более поэтический стиль, относящийся к теме деревни и народной культуры. Также Фридрих Эрмлер, общепризнанный «реалист», избегающий авангардных формальных решений, использовал в фильме Обломок империи (1929) ряд «монтажных» приемов: метафор, визуальных эффектов, многократной экспозиции.

#### Документальное направление
Монтаж был особенно важен для документалистов того времени. Основные виды документальных фильмов, популярных в СССР двадцатых годов: фильмы об экзотике, фильмы о повседневной реальности и так называемые компиляционные фильмы, создаваемые из различных архивных материалов.
Дзига Вертов, который с 1920 года снимал кинохронику для Наркомпроса, сформулировал теорию «кино-глаз», по которой объектив камеры был непогрешимым средством познания действительности. Впервые он попытался воплотить ее в жизнь в 1922—1925 годах в кинохронике «Кино-Правда», используя множество доступных в то время «спецэффектов», с помощью которых он комментировал текущие события. Полнометражные документы Вертова использовали множество специальных эффектов, чтобы подчеркнуть коммунистическое произношение? и выдвигать идеологические тезисы. Его фильмы, в частности, «Человек с киноаппаратом», принадлежат к широко известному в Европе авангардному жанру симфонии транспорта. Среди известных фильмов Вертова можно назвать «Шестая часть мира» (1926), в которой представлен пропагандистский образ богатства СССР, а также звуковой документ «Энтузиазм: Симфония Донбасса» (1931).
Монтажёр Эсфирь Шуб еще с начала 20-х годов была заинтересована в создании фильмов из новостей и фрагментов старых кинолент. В 1926 году она получила доступ к государственным архивам, перемонтировала и цензурировала зарубежные фильмы, ввезенные в Советский Союз. На основе архивных материалов смонтировала в 1927 году, на годовщину Октябрьской революции, компиляционную ленту «Падение династии Романовых». После монтирования последующих фильмов, таких как «Большая дорога» (1927), «Россия Николая II и Лев Толстой» (1928), в доступных ей архивных материалах мало что осталось для использования. В период прорыва звукового кинематографа стала заниматься монтажом художественных фильмов, создавала также различные документальные фильмы.
Учитывая многонациональный характер Советского Союза, появляется спрос на этнографические документальные фильмы, представляющие отдаленные и экзотические регионы страны, в духе фильмов Роберта Флаэрти. К числу наиболее важных относятся «Турксиб» Виктора Турина 1929 года, документирующего строительство Туркестано-Сибирской железнодорожной магистрали, а также «Соль Сванетии» Михаила Калатозова 1930 года о попытках поставки соли в изолированную кавказскую деревню.
В области нехудожественных фильмов появляются полнометражные документальные фильмы, изображающие зарубежные реалии. Документалист Яков Блиох снял «Шанхайский документ» (1928), затрагивающий тему колониализма в Китае. Братья Васильевы сняли фильм «Подвиг во льдах» (1928), рассказывающий о спасательной экспедиции в Арктике.

### Сумерки и последствия
На 1927—1930 года приходится пик расцвета советского авангарда. В этот же период подняли голоса критики со стороны правительства и производственных предприятий. Фильмы школы монтажа обвиняли в «формализме», что в понимании критикующих означало чрезмерное экспериментирование, из-за которого фильмы становились непонятными для массовой аудитории. Как ни парадоксально, зарубежный успех советского кино вызвал острейшую реакцию. Важнейшие из режиссеров подверглись нападкам за подстраивание фильмов под вкусы заграничного, образованного среднего класса, в то время как целью Совкино было направить кинематографию на необразованных рабочих и крестьян.
Критика прессы затрудняла сбор средств для последующих постановок. Первым был подвергнут критике Кулешов за фильм Луч смерти. Последующие обвинения в «формализме» были направлены на Эйзенштейна, Вертова и ФЕКС. Эйзенштейн был сильно раскритикован за фильм Октябрь", а Вертов за фильм Одиннадцатый. Особо спорным считался фильм Новый Вавилон Козинцева и Трауберга, который вызвал живую дискуссию и был назван «вредным», «ложный», «безвкусным», «отвратительный», но в то же время «живописным», «смелым» и «глубоким». В дискуссии вокруг Нового Вавилона сочетались экстремальные суждения. В свою очередь, фильм Довженко Земля был обвинен на страницах «Известий» в «контрреволюционности» и «пораженчестве» . Авангард разочаровал советские власти, а для зрителей оказался непонятным. Эйзенштейн в 1928 году уехал в США, затем в Мексику, откуда не вернулся до 1932 года. Только Пудовкин сумел защитить себя от нападок критики, создавая «монтажные» фильмы до 1933 года — его Дезертир считается последним фильм данного направления.

#### Инаугурация соцреализма
В марте 1928 года на съезде КПСС было принято решение о введении первого пятилетнего плана. Одной из его целей, кроме увеличения промышленного производства и ликвидации остатков НЭП, была окончательная централизация отечественной кинематографии. Тогда, во время «Первого всесоюзного партийного совещания по кинематографии», была принята резолюция, осуждающая «мещанские элементы» в кинематографии и требующая от кинематографистов играть более боевую роль в строительстве нового строя. В соответствии со сталинской доктриной социализма в отдельно взятой стране, экспорт и импорт должны были быть ограничены, а кинооборудование должно было производиться на отечественных фабриках. Было создано Главискусство, призванное следить за идеологической правильностью искусства.
В 1929 году Наркомпрос был включен в недавно созданный при Совете Народных Комиссаров комитет по реорганизации кинематографии, из-за чего благоприятствовавший авангардным экспериментам Луначарский потерял власть, став рядовым членом правления, наряду с, в частности, Эйзенштейном и Пудовкиным. В 1930 году комитет был преобразован во Всесоюзное управление кинематографической промышленности (Союзкино), вертикально интегрированное предприятие, созданное для управления производством, распространением и показом в кинотеатрах всех фильмов на территории всех республик СССР (полномочия Совкино ранее распространялись только на российские произведения). Его возглавлял Борис Шумяцкий, неодобрительно относившийся к авангарду в искусстве. В 1930-33 годы кинематографисты были вынуждены полностью отказаться от формальных экспериментов в пользу поддержанного властью соцреализма, провозглашенного на съезде советских писателей в 1934 году официальной эстетикой советского искусства.

#### Влияние на западных кинематографистов
Опыт школы монтажа оказал влияние на кинематографистов и критиков США и Западной Европы. Теоретические сочинения кинематографистов школы монтажа, в частности, Пудовкина, часто использовались как учебники по киноискусству. Документалисты, такие как Джон Грирсон или Йорис Ивенс, использовали много формальных решений, характерных для советского авангарда. В 1960 году Французы Жан Руш и Эдгар Морен приспособили теорию Вертова в собственном, натуралистическом методе реализации документа, известном как cinéma-vérité (названной по хронике Кино-Правда). К идеям школы монтажа также прибегали авторы политизированных фильмов 60-70-х, в том числе Жан-Люк Годар и Жан-Пьер Горен в рамках Groupe Dziga Vertov в период 1968—1972 гг.

## Характеристика

### Стиль
| Государство       | Средняя продолжительность дубля |
| ----------------- | ------------------------------- |
| Советский Союз    | 5 секунд                        |
| Соединенные Штаты | 5,5 секунды                     |
| Франция           | 6 секунд                        |
| Германия          | 8 секунд                        |

Стиль складывается из визуальных и звуковых элементов фильма. Представители школы монтажа проявляли интерес к формальными средствам. Основной чертой стиля фильмов советского авангарда были «монтажные» принципы jukstapozycji и создание сильных контрастов, что было свойственно также другим направлениям авангардного искусства в России — в частности, с футуризму и конструктивизму.

#### Монтаж
Фильмы школы монтажа отличаются значительно большим средним количеством дублей, чем в любых других фильмах этого периода. Монтаж не был подчинен строгому повествованию истории, то есть не стремился сохранять непрерывность монтажа характерную для zero-style cinema. Популярной техникой было разбиение простых, статичных действий на множество коротких дублей, так называемый overlapping editing, где каждый последующий дубль показывает одно и то же событие с немного другой перспективы. Обратным приемом был эллиптический монтаж, опускающий часть событий (часто с помощью jump cut) и оставляющий его на домышление зрителю.
Другой метод — необычное использование чередующегося монтирования кадров (параллельное действие). Между фрагментами фактического действия фильма появляются вставки из вымышленного мира. Смонтированная таким образом последовательность не представляет зрителю два одновременных действия, а является, скорее, метафорой, сравнением или образом риторического характера. Эйзенштейн называл это интеллектуальным монтажом. Представители школы монтажа также использовали сильные визуальные контрасты. Два последовательных кадра могут значительно варьироваться в композиции — направлении движения на экране, интенсивности освещения, расположении объектов. В крайних случаях бок о бок размещались два одинаковых кадра, один из которых был зеркальным отражением другого.

#### Работа камеры
Работа камеры подчинялась контрастам, создаваемым при монтаже. Избегали обычного кадрирования с установкой камеры на уровне груди. Вместо этого использовались необычные точки зрения, например, съемка с уровня стоп стоящей на фоне неба фигуры, из-за чего она казалась монументальной. Наклон кадров заставлял их казаться более динамичными. Распространенным было размещение линии горизонта очень низко в кадре, из-за чего он практически целиком заполнялся небом. Популярным было использование специальных эффектов, таких как двойная экспозиция и разделенный экран (особенно у Вертова).

#### Постановка
Мизансцена в фильмах школы монтажа была довольно реалистичной (за исключением «Звенигоры» Довженко), особенно с точки зрения сценографии и костюмов. Это было мотивировано исторической или социальной тематикой. Несмотря на это, внутри отдельных кадров доминировали сильные контрасты, в частности, большие различия в интенсивности освещения, движение экрана в различных направлениях, конфликтующие формы. Распространенным было использование освещения в технике низкого ключа, поэтому в крупных планах актеры иногда оказываются на полностью черном фоне.
Концепции актерской игры были различными. Эйзенштейн использовал принцип типажа, согласно которому актер мог не быть профессионалом, но его внешность должна была отражать стереотипный образ человека из данного социального класса. С принципом типажа не был согласен Всеволод Пудовкин, последователь системы Станиславского. Менее реалистичные методы включали в себя биомеханику Мейерхольда, акцентирующуюся на контроле моторики и продуманном движения тела, и актерскую игру эксцентричной группы ФЭКС, эпатирующей гротеском.

#### Звук
Лишь немногие фильмы советского авангарда были звуковыми. После появления первых систем звукозаписи в СССР (Tagefon и Szorinfon) к некоторым немым фильмам была добавлена звуковая дорожка. Пудовкин пытался использовать систему Tagefon в фильме «Простой случай», однако по техническим причинам закончил фильм как немой. Дзига Вертов успешно использовал систему Szorinfon при съемках фильма «Энтузиазм: Симфония Донбасса» . По мнению Эйзенштейна звук должен быть контрапунктом к изображению; не иллюстрировать его, а дополнять его добавочным качеством, так же как жестикуляция дополняет человеческую речь.

### Тематика и повествование
Авторы советского авангарда предпочитали темы восстаний и революций, поэтому большинство их фильмов составили полные пафоса исторические драмы, касающиеся событий недавнего времени: царские времена (Забастовка, Арсенал), Революция 1905 года (Броненосец Потемкин, Мать), Октябрьская революция (Октябрь, Конец Санкт-Петербурга, Москва в октябре), или же событий далекого прошлого: падение Парижской Коммуны в 1871 году (Новый Вавилон). Кроме исторических фильмов снимались фильмы современной тематики, в основном, сатирические комедии о социальных проблемах (Дом на Трубной, Моя бабушка).
Особенностью мира, изображенного в фильмах советской авангарда, является реализм, что значит в фильмах нет ссылок на сверхъестественные явления (за исключением «Звенигоры» Довженко, где появляются элементы украинского фольклора). Заметно также снижение индивидуальности персонажей и отсутствие вникания в их психику — так изображены стирающиеся массы в соответствии с учением диалектического материализма, что особенно видно в фильмах Эйзенштейна. Отдельные персонажи показаны типово, как представители определенного класса или профессиональной группы (рабочий, солдат, фабрикант и т. д.).

## Теория фильма
Авторы советского авангарда также занимались теорией кино. С помощью теоретических произведений и манифестов они старались обогатить практику — анализировали собственные и зарубежные фильмы, проводили опыты, разделили виды монтажа на разные категории, сравнили кино с другими видами искусства, сделав различные выводы о его природе. Большинство критиков и теоретиков, атакующих посредственность существующих российских и советских фильмов, начинали свою деятельность в Левом Фронте Искусства, распространяя — под влиянием Маяковского — определенные идеалы, выходящие из футуризма, в частности, постулат отказа от традиций и создания нового, революционного искусства. Во время Октябрьской революции футуризм стал фактически официальной эстетикой большевиков. Теоретические тексты часто сопровождались дискуссиями на страницах журнала «ЛЕФ». В дискуссии также участвовали русские формалисты, такие как Юрий Тынянов и Виктор Шкловский; оба некоторое время занимались монтажом фильмов и написанием сценариев. Исследователь кино Дэвид Бордуэлл обращает внимание, что «монтажный» способ создания произведения сходится со многими явлениями в других областях российского искусства и проявил себя в театре, музыке, литературе, живописи и скульптуре. Как выразил господствующую в искусстве того времени атмосферу Козинцев: «все мы вышли из одной и той же школы».

### Пионерские труды Льва Кулешова
Первым русским теоретиком кино был Лев Кулешов. Как единственный из теоретиков-практиков, причисляемых к школе монтажа и ее spiritus movens, с самого начала своей карьеры связал себя с кино. Писал статьи о кинематографе уже в возрасте восемнадцати лет, в 1916 году. Тогда он провозгласил свою концепцию, согласно которой монтаж является главным средством воздействия на зрителя. Кулешов выступил против психологизирования и театрализации, распространенным в предреволюционном российском кино. По его мнению, режиссер, создавая фильм должен объединить и упорядочить, не связанные друг с другом фрагменты в наилучшей, гармоничной и ритмической последовательности (за что в то время был пейоративно назван «безответственным футуристом»).
После выхода своей книги «Искусство кино» в 1928 году дополнил эту идею, заявив, что качество монтируемых кадров тоже важно. По его мнению, кадр в кино не просто фотография, поэтому должен воздействовать на зрителя молниеносно, как знак. Отсюда сделал вывод, что композицию кадров, следует сохранить максимально простой, устраняя ненужные предметы и упрощая фон — кадр не должен содержать нейтральные элементы, а только существенные; движение актеров должно быть тщательно продумано. Сравнил кадр с идеограммами китайского письма, обозначающими определенные понятия.
В своей мастерской во ВГИКе провел ряд монтажных экспериментов, в частности, создание несуществующего в реальности пространства с помощью соединения съемок, сделанных в разных частях Москвы, вместе со съемками Белого дома, а также создание «синтетического человека» из нескольких съемок частей тела разных женщин. Самый известный из экспериментов был основан на монтаже архивной съемки актера Ивана Мозжухина, на котором его лицо не выражает никаких эмоций, с кадрами: его самого, выходящего из тюрьмы, женщины, детского гроба. В каждом из случаев выражение лица было расценено как связанное с тем, что произошло на предыдущем кадре, а значит, монтаж придал ему значение.

### Дзига Вертов и теория Кино-глаза
Дзига Вертов был вторым из пионеров новых принципов монтажа в кино, свои эксперименты он проводил в то же время, что и Кулешов. Взгляды Вертова довольно радикальны на фоне других советских теоретиков монтажа. Вместе со своей группой «киноков», названной «Советом трех», писал поэтические манифесты и снимал документальные фильмы.
Вертов искал наиболее эффективные способы риторического воздействия на зрителя, чтобы передать ему идеологическое видение мира в понимании марксизма-ленинизма. Полностью отвергал художественное кино. Провозгласил всемогущество «глаза кино», которое могло показывать недоступные человеческому глазу вещи. Считал недопустимым введение элементов литературы или театра в кино и хотел очистить его от этих наслоений. По его мнению, монтаж означал «письмо образами, однако не следовало рассматривать эти образы в классическом понимание сцены („театральное отклонение“») или применять субтитры («литературное отклонение»"). Взамен, предлагал совершенно новый подход к кино. Он утверждал, как и многие из тогдашних художников, что постановщики должны сосредоточиться в своих фильмах только и исключительно на анализе повседневной жизни.
Вертов хоть и признавал монтаж как основное средство выражения, утверждал, что очень важно качество самого материала. Постулировал, чтобы создатели фильмов снимали скрытой камерой и схватывали «живую жизнь», чтобы ничего не выглядело zapozowane.
Монтаж для Вертова был не только технической операцией, а включал все работы над фильмом. Монтажом называл выбор темы, первичный отбор материала, процесс съемки и объединение фрагментов ленты в целостное произведение. Собственно монтаж должен производиться по интервалам, как и в музыке. Интервал означал переход от одного движения к другому. Ритм съемки должен был обозначать, в частности, изменения планов, ракурсов, движений, интенсивности света.

### Идеи Всеволода Пудовкина
Пудовкина можно назвать продолжателем мысли Кулешова. Разделял его мнение, что монтаж — это самое важное средство воздействия. Его книга «Кинорежиссёр и киноматериал» была переведена на английский и немецкий, благодаря чему советская теория кино стала популярна в США и Западной Европе. Пудовкин разработал современное монтажное разделение фильма на секвенции, сцены и дубли. Как он писал, построение сцен из дублей и секвенций из сцен называется монтажом (конструктивным, возможно, повествовательным или логическим). Подчеркивал важность монтажа для режиссера при построении повествования. По его мнению, эмоциональная вовлеченность и внимание зрителя должны быть направлены и сконцентрированы на моментах важных для хода действия; каждый дубль должен быть стимулом, повышающим интерес к последующему дублю. Пудовкину было важно сохранить в повествовании причинно-следственные связи по схеме «А следует из Б и предзнаменует C».
Выделялись следующие виды монтажа:
- Контрастный монтаж — противопоставление образов, противоположных по содержанию, например, дубль с промышленностью после дубля с дикой природой.
- Параллельный монтаж — переплетение между собой дублей из двух или более потоков.
- Одновременный монтаж — тип параллельного монтажа, в котором действие двух потоков происходит одновременно.
- Интеллектуальный монтаж — представление абстрактных понятий в монтаже, например, дубль со скульптурой Наполеона после дубля с Керенским сообщает зрителю, что «Керенский честолюбив, как Наполеон» (пример из «Октября» Эйзенштейна).
- Лейтмотив, или рефрен — многократное введение в фильм независимой группы дублей, чтобы подчеркнуть главную мысль.

Пудовкин не утверждал, что такая типология является исчерпывающей, поскольку, по его словам, методов монтажа может быть много, и они все время развиваются. Что касается киноматериала, не считал его реальностью, а только кусками пленочной ленты. Монтаж не гарантирует идеальное отражение реальности, это только кинематографическая интерпретация. Именно это, по словам Пудовкина, делает кино искусством.

### Теория монтажа Сергея Эйзенштейна
Сергей Эйзенштейн разработал наиболее развитую эстетическую теорию в этот период в СССР. Он выдвинул тезис, что творческим процессом управляют определенные закономерности, которые отражаются в произведениях, а потом потребитель искусства реконструирует их в своем сознании. В различных статьях стремился обобщить свои мысли о фильмах, обращаясь, в частности, к литературе и театру. Искал общие структурные принципы, управляющие всем искусством, а также другими видами творческой деятельности: техникой, наукой. Он утверждал, что они отражаются как в плетеной корзине, так и в утонченной фуге. В своей мысли выделял фигуру автора, воплощающего психическое начало в своих материальных творениях.
Полемизировал с Пудовкиным — для Эйзенштейна фильм не обязан был быть связным в своем повествовании. Кадр был не «кирпичиком» монтажа, а одним из элементов конфликта. Конфликт должен был быть основан на монтаже и визуальных (а позже и звуковых) контрастах; он исходил из марксистской диалектики.
Над собственной концепцией киноискусства Эйзенштейн работал 25 лет. Результатом стала сложная теория, касающаяся общих особенностей восприятия произведений человеком. На основе этой теории он выделил следующие виды монтажа:
- Монтаж аттракционов — метод, первоначально разработанный для театра и примененный в спектакле «Мудрец» в 1923 году, а затем в фильме «Забастовка» в 1925 году. Заключается в представлении произведения в виде последовательности так называемых аттракционов, которые Эйзенштейн определил как агрессивные моменты представления, направленные на то, чтобы вызвать у зрителя «эмоциональный шок». Причинно-следственная связь здесь была несущественна, а важен был только эмоциональный эффект и последующий «идеологический вывод». Позднее Эйзенштейн отказался от монтажа аттракционов, расценив его как свою юношескую выходку[75].
- Метрический монтаж — идущие подряд дубли одинаковой длительности. Они могут быть независимыми по содержанию[76].
- Ритмический монтаж — аналогичен метрическому монтажу, однако, принимается во внимание не продолжительность отдельных дублей, а их содержание и ритм движения. Эйзенштейн использовал ритмический в «Броненосце Потемкине» в 1925 году в знаменитой сцене расстрела на одесской лестнице[76].
- Тональный монтаж — тип монтажа, при котором дубли располагаются в соответствии с их «эмоциональным тоном». Тон может определяться, например, изменением освещения или появлением в кадре элементов с острым углом. Развитием тонального монтажа является обертонный монтаж — сумма всех визуальных раздражений в кадре, которые вместе создают ощущение целостности[76].
- Интеллектуальный монтаж — окончательный этап развития тонального монтажа, в который заложен не эмоциональный обертон, а интеллектуальный. Из двух конфликтующих друг с другом дублей рождается «третий смысл» — зрителю передается абстрактное понятие, которое невозможно представить в одном кадре фильма. В качестве примера Эйзенштейн привел «последовательность богов» в «Октябре», в которой согласно интеллектуальному замыслу свел «образ Бога к языческому болвану», тем самым атакую религию. Эта концепция была описана в статьях режиссера на тему японской письменности. Он связал письменность с монтажом тем, что, хотя каждый японский знак обозначает отдельное понятие, их сочетание обозначает идею более высокого порядка; таким образом, сочетание знаков — это не просто сумма их значений, а нечто совершенно новое[75].

### Фабрика Эксцентричного Актера
Григорий Козинцев и Леонид Трауберг работали в Санкт-Петербурге — там же опубликовали свой манифест об эксцентричном в искусстве, а затем основали Фабрику Эксцентричного Актера (сокращенно ФЭКС). Эксцентризм оспаривала существующие культурные шаблоны подобно футуризму, отвергая все традиционное искусство.
Как вспоминал Козинцев, его сверстники презирали так называемое «настоящее искусство» (академизм), и восхищались всем, что выходило за его рамки: типографскими литерами, фотографией, акробатикой, рекламными плакатами и фильмом. Первой практической реализацией идеи эксцентризма был спектакль Женитьба 5 декабря 1921 года, по пьесе Гоголя, в котором они должны были объединить все основные элементы новой эстетики — акробатические, комические и механические, а само искусство должно было быть заменено «цепочкой шуток». Таким образом, группа ФЭКС представила классическую комедию как смесь из мюзикла, цирковых номеров, фильма и пародии на академическое искусство. Так они описывали истоки своей эстетики: «в слове — шансонетка, Пинкертон, выкрик аукциониста, уличная брань. В живописи — цирковой плакат, обложка бульварного романа. В музыке — джаз-банд, цирковые марши. В балете — американский шантанный танец. В театре — мюзик-холл, кино, цирк, бокс».
Обоим были интересны фильмы Д. У. Гриффита, Мака Сеннета, Чарли Чаплина, Эриха фон Штрогейма и Кинга Видора, подробно их анализировали — Козинцев вспоминал: «для нас это были высшее учение». При съемках фильма Шинель по повести Гоголя заинтересовались проблемой адаптации литературы: по мнению сценариста Юрия Тынянова, фильм может лишь пытаться интерпретировать литературное произведение с помощью средств кино, поэтому его сюжет должен быть достаточно далек от исходного сюжета и только «намекать» на его стиль. По их мнению, вдохновение для фильма можно почерпнуть из реальности и жизненного опыта режиссеров. Другим важным источником вдохновения для ФЭКСа была пантомима. Как вспоминает Козинцев, они отказались от театральной актерской игры, потому что в немом фильме это казалось преувеличением, а во время занятий на своей «фабрике» запрещали студентам говорить и учили их пантомиме. В своей студии проводили занятия по точному движению тела, жонглированию, боксу, акробатике и танцу. Подробно анализировали представления театра кабуки, искали в них аналогии для актерской игры в кино.

## Критика
Фильмы советской монтажной школы в основном обвиняют в служении идеологии. Несмотря на то, что они интересны с эстетической точки зрения, их главной целью было убеждение самых широких масс людей в представленных в них тезисах. Поэтому показ «Броненосца Потемкина» и других фильмов монтажной школы был запрещен в Великобритании вплоть до 1950-х годов.. Сами режиссеры чаще всего не видели противоречия между искусством и пропагандой — Вертов считал, что искусство по своей сути политическое и делает правильно, раскрывая свою агитационную мотивацию.
С другой стороны, коммунисты обвинили фильмы монтажной школы в «формализме». Эйзенштейн был подвергнут критике (даже со стороны авангардного ЛЕФ) за создание «экспортного товара для западной буржуазии», и сосредоточение на создании такого стиля, вместо того прозрачной передачи идеологического посыла. Цель нового искусства должно было быть представление действительности в духе марксизма-ленинизма, при этом сам художник должен быть скромным и сосредоточенным на работе, а не поиске славы. Яростная критика советской монтажной школы привела к остановке в 1928—1930 гг. авангардной деятельности большинства художников, в том числе и кинематографистов.

## Фильмография
В списке ниже приведены фильмы, стилистически отнесенные к авангарду Дэвидом Бордвеллом и Кристин Томпсон в «Истории кино» и Джоанной Войницкой в главах о советском авангарде и сталинском кинематографе в книгах «Немое кино» и «Классический кинематограф».
| Фильм                        | Год  | Режиссер                           |
| ---------------------------- | ---- | ---------------------------------- |
| Стачка                       | 1925 | Сергей Эйзенштейн                  |
| Броненосец «Потёмкин»        | 1925 | Сергей Эйзенштейн                  |
| Шинель                       | 1926 | Григорий Козинцев, Леонид Трауберг |
| Чёртово колесо               | 1926 | Григорий Козинцев, Леонид Трауберг |
| Мать                         | 1926 | Всеволод Пудовкин                  |
| Девушка с коробкой           | 1927 | Борис Барнет                       |
| Москва в Октябре             | 1927 | Борис Барнет                       |
| С. В. Д.                     | 1927 | Григорий Козинцев, Леонид Трауберг |
| Братишка                     | 1927 | Григорий Козинцев, Леонид Трауберг |
| Конец Санкт-Петербурга       | 1927 | Всеволод Пудовкин                  |
| Падение династии Романовых   | 1927 | Эсфирь Шуб                         |
| Дом на Трубной               | 1928 | Борис Барнет                       |
| Звенигора                    | 1928 | Александр Довженко                 |
| Арсенал                      | 1928 | Александр Довженко                 |
| Октябрь                      | 1928 | Сергей Эйзенштейн                  |
| Кружева                      | 1928 | Сергей Юткевич                     |
| Потомок Чингисхана           | 1928 | Всеволод Пудовкин                  |
| Одиннадцатый                 | 1928 | Дзига Вертов                       |
| Старое и новое               | 1929 | Сергей Эйзенштейн                  |
| Новый Вавилон                | 1929 | Григорий Козинцев, Леонид Трауберг |
| Моя бабушка                  | 1929 | Котэ Микаберидзе                   |
| Голубой экспресс             | 1929 | Илья Трауберг                      |
| Турксиб                      | 1929 | Виктор Турин                       |
| Человек с киноаппаратом      | 1929 | Дзига Вертов                       |
| Земля                        | 1930 | Александр Довженко                 |
| Златые горы                  | 1931 | Сергей Юткевич                     |
| Одна                         | 1931 | Григорий Козинцев, Леонид Трауберг |
| Энтузиазм: Симфония Донбасса | 1931 | Дзига Вертов                       |
| Да здравствует Мексика!      | 1932 | Сергей Эйзенштейн                  |
| Простой случай               | 1932 | Всеволод Пудовкин                  |
| Дезертир                     | 1933 | Всеволод Пудовкин                  |

## Галерея
- Человек с киноаппаратом (1929), реж. Дзига Вертов
- Новый Вавилон (1929), реж. Григорий Козинцев и Леонид Трауберг
- Новый Вавилон (1929), реж. Григорий Козинцев и Леонид Трауберг
- Новый Вавилон (1929), реж. Григорий Козинцев и Леонид Трауберг
- Старое и новое (1929), реж. Сергей Эйзенштейн
- Старое и новое (1929), реж. Сергей Эйзенштейн
- Турксиб (1929), реж. Виктор Турин
- Земля (1930), реж. Александр Довженко
- Земля (1930), реж. Александр Довженко
- Энтузиазм: Симфония Донбасса (1931), реж. Дзига Вертов
- Энтузиазм: Симфония Донбасса (1931), реж. Дзига Вертов
- Энтузиазм: Симфония Донбасса (1931), реж. Дзига Вертов

## Комментарии
1. ↑  Термины "советская монтажная школа" и "советский авангард" в польской литературе взаимозаменяемы как название этого движения. И также используются в статье взаимозаменяемо, но доминирует термин "школа монтажа" (ср. с англ. "The Montage Movement", используемым Дэвидом Бордвеллом), потому что фраза "советский/русский авангард" неоднозначна и может относиться ко всем авангардным явлениям в советском/русском искусстве 20-го века. (среди прочего, конструктивизм, супрематизм, футуризм, кубофутуризм, районизм).
2. ↑  Эта история легла в основу сюжета английского комедийного телефильма 1978 года — "Спасибо, товарищи" (англ. Thank You, Comrades), роль мошенника Чибрарио исполнил Бен Кингсли.